# Night Thoughts
Night Thoughs é o sétimo álbum de estúdio da banda britânica de rock alternativo Suede, lançado pela Warner Bros. Records em janeiro de 2016.
Sucessor de Bloodsports (2013), acompanhou o sucesso de crítica do disco anterior e chegou a ser considerado o melhor disco do grupo desde Dog Man Star (1994). A produção musical foi assinada por Ed Buller e pelo tecladista da banda, Neil Codling. Além da versão em áudio, o disco também se transformou em um filme, cuja direção é de Roger Sargent.

## Faixas
| N.º | Título                            | Compositor(es)               | Duração |  |
| 1.  | "When You Are Young"              | Brett Anderson, Neil Codling | 4:18    |  |
| 2.  | "Outsiders"                       | Anderson, Codling            | 3:53    |  |
| 3.  | "No Tomorrow"                     | Anderson, Richard Oakes      | 3:51    |  |
| 4.  | "Pale Snow"                       | Anderson, Oakes, Codling     | 2:42    |  |
| 5.  | "I Don't Know How to Reach You"   | Anderson, Oakes, Codling     | 6:12    |  |
| 6.  | "What I'm Trying to Tell You"     | Anderson, Oakes, Codling     | 4:11    |  |
| 7.  | "Tightrope"                       | Anderson, Codling            | 3:51    |  |
| 8.  | "Learning to Be"                  | Anderson, Oakes              | 3:21    |  |
| 9.  | "Like Kids"                       | Anderson, Oakes              | 3:36    |  |
| 10. | "I Can't Give Her What She Wants" | Anderson, Oakes              | 4:45    |  |
| 11. | "When You Were Young"             | Anderson, Codling            | 2:19    |  |
| 12. | "The Fur and the Feathers"        | Anderson, Oakes, Codling     | 4:40    |  |